# 哥伦比亚—法国关系
哥伦比亚－法国关系指的是哥伦比亚共和国和法兰西共和国之间的双边关系。

## 历史

### 19世纪
哥伦比亚与法国于1892年5月30日开始建立正式关系，并签署了一项协定，旨在在哥伦比亚国内建立法国国民住处，增加两国间贸易和航行往来。

### 20世纪

#### 法国在哥伦比亚武装冲突中的调解
时任法国总统雅克·希拉克向乌里韦政府施加政治压力，希望说服他接受哥伦比亚革命武装力量提出的要求，实现人道主义交流。乌里韦有条件的接受了这一提议，并提出被监禁的游击队应该在法国而不是哥伦比亚获得解放。这一要求后来被哥伦比亚革命武装力量所放弃。
作为一名法国总统候选人，尼古拉·萨科齐重申了他推动解救英格丽德·贝当古和被哥伦比亚革命武装力量劫持的其他人质的想法。